# Banana (distrikt i Kongostaten)

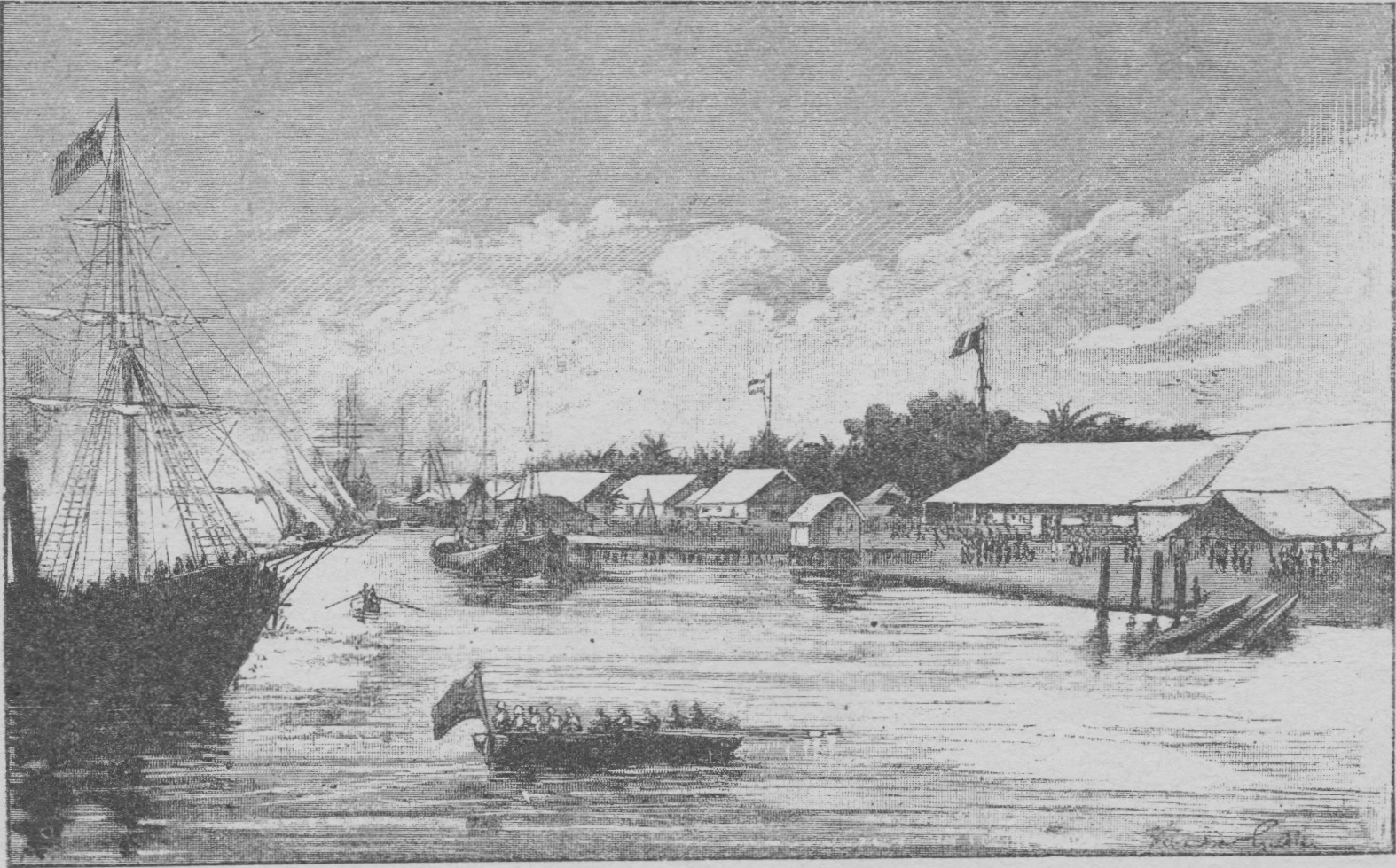
Huvudorten Banana år 1887.

Banana var ett distrikt i Kongostaten.
I huvudorten Banana fanns postkontor, tullkontor, folkbokföringskontor, notariat, lotsstation, fyr, faktorier.

## Andra orter i distriktet
- Moanda, katolsk mission.
- Shimbete, tullstation.
- Zobe, postkontor, tullstation.
- Lemba, militärdomstol